# Aimo Hiltunen
Aimo Hiltunen (24 de abril de 1929-27 de mayo de 2002)fue un actor y director teatral finlandés.

## Biografía
Su nombre completo era Aimo Vesa Heikki Hiltunen, y nació en Leppävirta, Finlandia.
Fue director de los teatros de las ciudades de Lahti, Jyväskylä y Kuopio. Además, llevó a escena representaciones en el Teatro de Verano Pyyniki, en Tampere, y trabajó como actor y director en el Teatro Nacional de Finlandia. Además de su actividad teatral, fue también actor cinematográfico y televisivo, dirigiendo igualmente alguna producción para la pequeña pantalla. Su actuación cinematográfica más conocida es como Lampinen en la película de 1955 Tuntematon sotilas.
Aimo Hiltunen falleció en el año 2002. Había estado casado con la actriz Sirkka-Liisa Wilén.

## Filmografía (selección)
- 1954 : Kovanaama
- 1954 : Herrojen Eeva
- 1955 : Tuntematon sotilas
- 1955 : Sankarialokas
- 1955 : Rakkaus kahleissa
- 1955 : Onni etsii asuntoa
- 1956 : Rintamalotta
- 1957 : Vääpelin kauhu
- 1957 : Herra sotaministeri
- 1958 : Sotapojan heilat
- 1958 : Autuas eversti
- 1959 : Ei ruumiita makuuhuoneeseen
- 1959 : Kovaa peliä Pohjolassa
- 1961 : Miljoonavaillinki
- 1988 : Nuoruuteni savotat